# Joanna (1968)
Joanna ist ein britischer Spielfilm aus dem Jahr 1968 von Michael Sarne, der auch das Drehbuch verfasst hatte. Das Werk enthält Elemente des Filmdramas, der Filmkomödie und des Musikfilms. Die Hauptrollen sind mit Geneviève Waïte, Christian Doermer, Calvin Lockhart und Donald Sutherland besetzt. Zum ersten Mal ins Kino kam der Film im Dezember 1968 in Großbritannien. In der Bundesrepublik Deutschland hatte er seine Premiere am 24. Januar 1969.

## Handlung
Die Handlung ist im „Swinging London“ der 1960er Jahre angesiedelt. Joanna ist eine niedliche Unschuld vom Lande, die endlich einmal etwas erleben will, und eine „Unschuld“ auf die Dauer zu bleiben, hat sie auch nicht vor. So stürzt sie sich denn in den Trubel der Metropole und beginnt, Malerei zu studieren. In der Kunstakademie lacht sie sich einen etwas extravaganten Freund an, lernt von ihrer Kommilitonin Beryl das billige Einkaufen, sprich: Stehlen. Dann gerät sie in Nichtstuerkreise. Schließlich lernt sie den Playboy Gordon kennen, der sie auf eine Reise nach Marokko mitnimmt, wo man kräftig philosophiert. Zu Joannas Leidwesen segnet ihr Liebhaber jedoch bald das Zeitliche. Nichtsdestotrotz wird sie in Sachen Liebe immer erfahrener, entdeckt sich aber plötzlich in einer Verbrecherclique, in welcher nun ihr neuer Liebhaber, Lord Peter Sanderson, auftaucht, der kurz danach jedoch verhaftet und als Mörder abgeurteilt wird. Als letzte amouröse Station tritt ein Sadist in Erscheinung, und schließlich erwartet sie auch ein Kind.
Schlusseinstellung: Joanna verabschiedet sich in Musical-ähnlichen Filmaufnahmen auf einem Bahnhof mit den Worten: „Das ist nicht das Ende – ich komme wieder!“

## Kritiken
Der Evangelische Film-Beobachter fasst seine Kritik wie folgt zusammen: „Absonderliche Jungmädchengeschichte in Pop über eine Unschuld vom Lande […]. Dieser englische Farb-Breitwandfilm, großartig gemacht und mit einer reizenden Hauptprotagonistin, könnte wegen seines überwiegend destruktiven Charakters manchem jungen Menschen die Maßstäbe für das eigentliche Leben verrücken. Deshalb nur mit Vorbehalten ab 18.“ Das Lexikon des internationalen Films zieht folgendes Fazit: „Modisch verspielter Erstlingsspielfilm, der das Klischee vom «Swinging London» zu leicht konsumierbarem Zuckergebäck verarbeitet.“